# 佐賀西信用組合
佐賀西信用組合（さがにししんようくみあい）は、佐賀県鹿島市に本店を置く信用組合。
ATMでは、しんくみ お得ねっと提携信用組合のカードによる出金は自組合扱いとなる。

## 沿革
- 1953年12月 藤津信用組合として設立。
- 1975年10月 有明信用組合と合併し、佐賀西信用組合となる。
- 2021年10月11日 有明支店を白石支店に統合する[2]。
- 2022年8月22日 有田支店を武雄支店に統合する[3]。